# Dori (département)
Pour les articles homonymes, voir Dori.
Pour la ville chef-lieu, voir Dori (Burkina Faso).
Dori est un département et une commune urbaine du Burkina Faso, situé dans la province du Séno et la région Sahel.
Lors du dernier recensement général de la population de 2006, le département comptait 106 808 habitants.

## Villes et villages
Le département  comprend une ville chef-lieu (populations actualisées en 2006) :
- Dori (21 078 habitants), divisé en huit secteurs :

- Secteur 1 (3 844 habitants)
- Secteur 2 (1 713 habitants)
- Secteur 3 (2 833 habitants)
- Secteur 4 (4 256 habitants)
- Secteur 5 (3 442 habitants)
- Secteur 6 (2 064 habitants)
- Secteur 7 (1 364 habitants)
- Secteur 8 (1 462 habitants)

ainsi que 78 villages :
- Baaga (769 habitants)
- Bafélé (1 141 habitants)
- Balandagou (1 137 habitants)
- Bambofa (1 749 habitants)
- Bargaré (habitants)
- Beguentigui (311 habitants)
- Bellaré-Djamalel (197 habitants)
- Bellaré-Maga (405 habitants)
- Beybaye (869 habitants)
- Binguel (421 habitants)
- Billy (802 habitants)
- Boudounguel (1 345 habitants)
- Bouloye (2 336 habitants)
- Bouloye-Thiouly (2 010 habitants)
- Boundou-Woundoudou (463 habitants)
- Boureye (793 habitants)
- Boureye-Longondjou (619 habitants)
- Dangadé (796 habitants)
- Dani (1 774 habitants)
- Dantchadi (1 022 habitants)
- Débéré-Talata (856 habitants)
- Demni (1 439 habitants)
- Djigo (1 035 habitants)
- Fétombaga (466 habitants)
- Fétombalé (1 396 habitants)
- Foulgou (1 073 habitants)
- Gassel-Biankou (857 habitants)
- Gotogou (955 habitants)
- Goudoubo (692 habitants)
- Guidé (1 469 habitants)
- Hogga (1 129 habitants)
- Hoggo-Samboel (254 habitants)
- Kabéika (2 113 habitants)
- Kampiti (1 986 habitants)
- Katchari (1 053 habitants)
- Katchirga (4 536 habitants)
- Kiryollo-Ouro-Arsaba (846 habitants)
- Kodiolaye (1 274 habitants)
- Koria (3 006 habitants)
- Kouri (473 habitants)
- Lerbou (909 habitants)
- Léré-Ibaye (699 habitants)
- Malbo (1 577 habitants)
- Malléré (805 habitants)
- Mamassiol (1 630 habitants)
- M'Bamga (2 196 habitants)
- Nakou (699 habitants)
- N'Diolloa (167 habitants)
- Nelba (452 habitants)
- Nobiol (617 habitants)
- Oulo (2 588 habitants)
- Ourfou (689 habitants)
- Ouro-Baagabé (808 habitants)
- Ouro-Longa (334 habitants)
- Ouro-Torobé (554 habitants)
- Padala (794 habitants)
- Pempendiangou (300 habitants)
- Péoukoye (3 369 habitants)
- Pétakollé (448 habitants)
- Sambonaye (1 512 habitants)
- Selbo (1 536 habitants)
- Soumkoum (143 habitants)
- Sourtatibé-Touka (298 habitants)
- Taaka (2 337 habitants)
- Thioumbonga (301 habitants)
- Tigou (437 habitants)
- Tobidioga (636 habitants)
- Tohounguel (1 506 habitants)
- Touka-Bayel (1 806 habitants)
- Touka-Diomga (585 habitants)
- Touka-Korno (591 habitants)
- Touka-Ouro-Nala (217 habitants)
- Touka-Weldé (752 habitants)
- Touka-Wendou (627 habitants)
- Weldé-Katchirga (836 habitants)
- Yacouta (1 388 habitants)
- Yebelba (1 774 habitants)
- Yirga (2 711 habitants)